# Lachershof
Lachershof (westallgäuerisch: Lachərshof) ist ein Gemeindeteil des Markts Weiler-Simmerberg im  bayerisch-schwäbischen Landkreis Lindau (Bodensee).

## Geographie
Der Weiler liegt circa 1,5 Kilometer südlich des Hauptorts Weiler im Allgäu und zählt zur Region Westallgäu.

## Ortsname
Der Ortsname bezieht sich auf den Familiennamen Lacher. Somit bedeutet der Ortsname Hof des Lacher.

## Geschichte
Lachershof wurde urkundlich erstmals im Jahr 1770 mit der Vereinödung erwähnt. Im Jahr 1818 wurden drei Wohngebäude im Ort gezählt. Der Ort gehörte einst dem Gericht Simmerberg und später der Gemeinde Simmerberg an.